# Casorati–Weierstrass-tétel
A komplex analízisben a Casorati–Weierstrass-tétel holomorf függvények viselkedését írja le lényeges szingularitásuk környékén. Karl Weierstrass és Felice Casorati után nevezték el. Az orosz irodalomban Szokhotszkij tételeként emlegetik.

## Formális állítás
Legyen U a komplex sík részhalmaza, benne a {\displaystyle z_{0}} komplex számmal, ami az f függvény lényeges szingularitása, és f holomorf a {\displaystyle U\ \backslash \ \{z_{0}\}} halmazon. Ekkor, ha V {\displaystyle z_{0}} környezete U-ban, akkor {\displaystyle f(V\ \backslash \ \{z_{0}\})} sűrű C-ben.
Egy másik megfogalmazásban:
Minden ε > 0, δ >0 valós számra és w komplex számhoz van z komplex szám U-ban, hogy |z − {\displaystyle z_{0}}| < δ és |f(z) − w| < ε .
Informálisan: az f függvény értéke bármely komplex értékhez tetszőlegesen közel kerül {\displaystyle z_{0}} tetszőleges környezetében.
A tételt a nagy Picard-tétel erősíti, ami kimondja, hogy f végtelenszer fel is veszi ezeket az értékeket, legfeljebb egy kivételével.
Ha f egészfüggvény és a=∞, akkor a tétel szerint f(z) megközelít minden komplex értéket és a végtelent, ha z tart a végtelenhez. Magasabb dimenzióban ez nem teljesül, ahogy azt Pierre Fatou példája mutatja.

## Példák

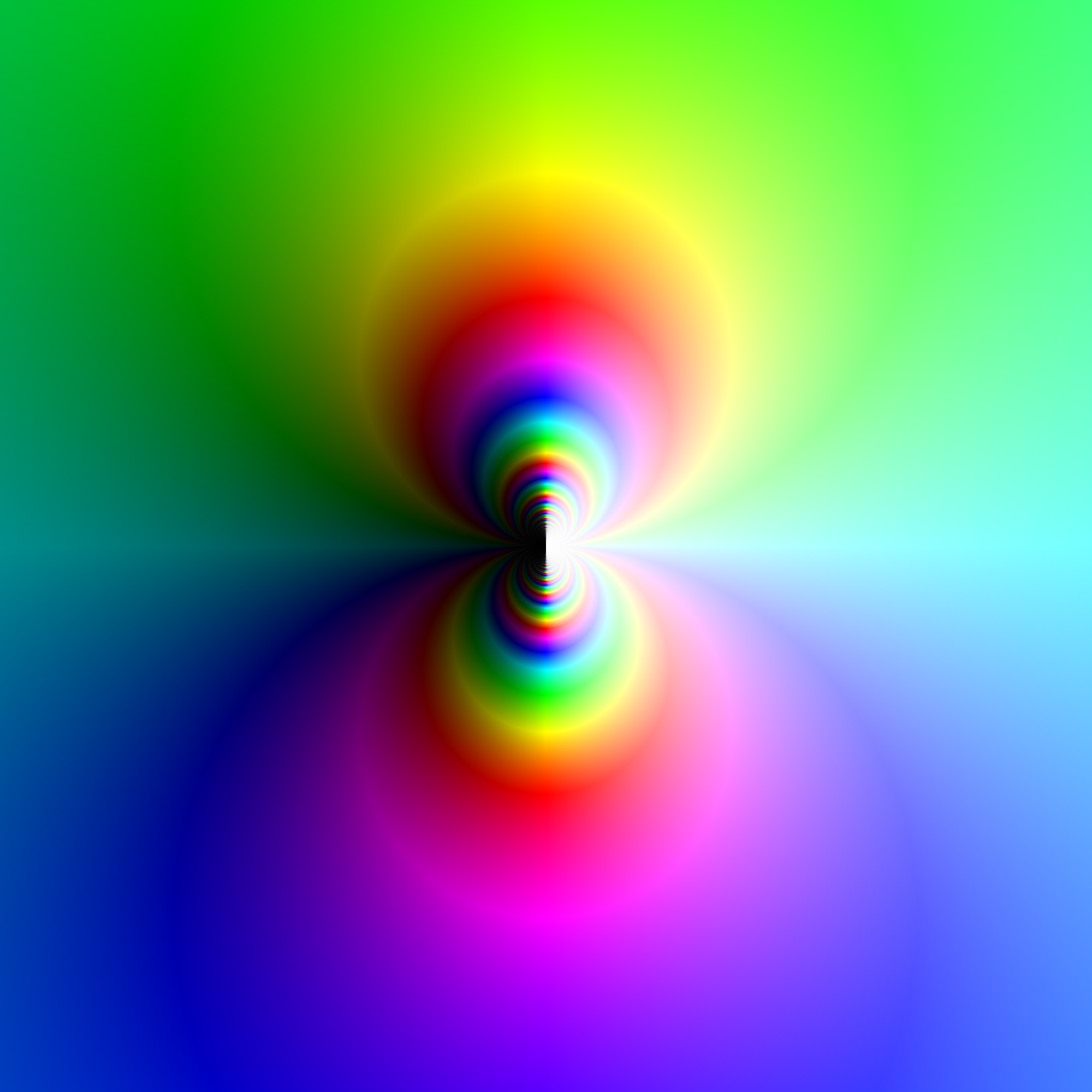
Az exp(1/z) lényeges szingularitása nullában. A szín az érték komplex argumentumát, fényessége az abszolútértéket jelöli. A lényeges szingularitás különböző irányokból megközelítve különböző viselkedést mutat

Az f(z) = exp(1/z) függvénynek lényeges szingularitása van a 0 helyen,  de a  g(z) = 1/z3 függvénynek ugyanitt nem lényeges a szingularitása, háromrendű pólusa van.
Tekintsük a
{\displaystyle f(z)=e^{1/z}.}
függvényt! Ennek Laurent-sora a 0-nál levő lényeges szingularitás körül:
{\displaystyle f(z)=\displaystyle \sum _{n=0}^{\infty }{\frac {1}{n!}}z^{-n}.}
Mivel {\displaystyle f'(z)={\frac {-e^{\frac {1}{z}}}{z^{2}}}} mindenütt létezik, ahol z ≠ 0, ƒ(z) analitikus z = 0 pontozott környezetében.
A {\displaystyle z=re^{i\theta }} polárkoordinátákra áttérve az, ƒ(z) = e1/z függvény a következő alakot veszi fel:
{\displaystyle f(z)=e^{{\frac {1}{r}}e^{-i\theta }}=e^{{\frac {1}{r}}\cos(\theta )}e^{-{\frac {1}{r}}i\sin(\theta )}.}
Mindkét oldal abszolútértékét véve 
{\displaystyle \left|f(z)\right|=\left|e^{{\frac {1}{r}}\cos \theta }\right|\left|e^{-{\frac {1}{r}}i\sin(\theta )}\right|=e^{{\frac {1}{r}}\cos \theta }.}
Ezzel azokra a θ változókra, amelyekre cos θ > 0, teljesül, hogy {\displaystyle f(z)\rightarrow \infty }, ha {\displaystyle r\rightarrow 0}; és ha {\displaystyle \cos \theta <0}, {\displaystyle f(z)\rightarrow 0}, hogyha {\displaystyle r\rightarrow 0}.
Ha például z végigfut egy körön, aminek sugara  1/R, és érinti a képzetes tengelyt, akkor ez a r = (1/R) cos θ. Ekkor
{\displaystyle f(z)=e^{R}\left[\cos \left(R\tan \theta \right)-i\sin \left(R\tan \theta \right)\right]}
és
{\displaystyle \left|f(z)\right|=e^{R}.}
Ekkor R megfelelő választása esetén {\displaystyle \left|f(z)\right|} minden pozitív értéket felvesz (a nulla nem pozitív). Ha a kör mentén {\displaystyle z\rightarrow 0}, és R rögzített, akkor {\displaystyle \theta \rightarrow {\frac {\pi }{2}}}. Tehát az egyenletnek ez a része:
{\displaystyle \left[\cos \left(R\tan \theta \right)-i\sin \left(R\tan \theta \right)\right]}
minden értéket végtelenszer sokszor felvesz az egységkörön. Tehát f(z) minden komplex számot végtelenszer sokszor felvesz, kivéve a nullát, amit kihagy.

## Bizonyítás
Egy rövid bizonyítás:
Feltesszük, hogy f-nek  z0 lényeges szingularitása, valamint f meromorf z0 egy V \ {z0} környezetében. Tegyük fel indirekt, hogy van egy  b érték, amit f nem közelít meg, azaz van komplex b és ε > 0 valós szám, hogy  |f(z) − b| ≥ ε minden V-beli komplex számra, amire f értelmezve van.
Definiáljuk a {\displaystyle g(z)={\frac {1}{f(z)-b}}} függvényt, ez holomorf V \ {z0}-ben, nullhelyei f pólusai, és korlátja 1/ε. A g függvény  kiterjeszthető teljes V-re Riemann analitikus folytatás tételével. Az eredeti függvény kifejezhető g-vel, hiszen {\displaystyle f(z)={\frac {1}{g(z)}}+b} minden z-re V \ {z0}-ben.
Ekkor a {\displaystyle \lim _{z\to z_{0}}g(z).} határértékre két lehetőség adódik. Ha a határérték 0, akkor f-nek z0-ban pólusa van. Ha nem 0, akkor z0 megszüntethető szingularitás. Mindkét lehetőség ellentmond annak, hogy z0 lényeges szingularitás. A feltevés hamis, a tétel tehát igaz.

## Története
A tétel történetéről  Collingwood és Lohwater írt. Weierstrass publikálta 1876-ban németül. Szokhotszkij pedig szakdolgozatában oroszul 1868-ban. Emiatt az orosz irodalom Szokhotszkij nevén ismeri. Casorati 1868-ban szintén megjelentette a tételt, ami  Briot és Bouquet könyvének első, 1859-es kiadásában is szerepelt. A második kiadásból (1875) kihagyták.

## Fordítás
Ez a szócikk részben vagy egészben  a   Casorati–Weierstrass theorem című angol Wikipédia-szócikk fordításán alapul.  Az eredeti cikk szerkesztőit annak laptörténete sorolja fel. Ez a jelzés csupán a megfogalmazás eredetét és a szerzői jogokat jelzi, nem szolgál a cikkben szereplő információk forrásmegjelöléseként.